# Эйчелбергер, Роберт

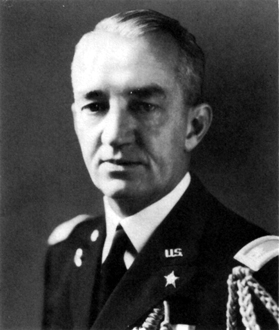
Роберт Лоуренс Эйчелбергер

Роберт Лоуренс Эйчелбергер (Айкелбергер, англ. Robert Lawrence Eichelberger; 1886—1961) — четырёхзвёздный генерал армии США.
Окончил Военную академию в Вест-Пойнте в 1909 году. Проходил обучение в Командном и штабном колледже в Форт Ливенворте (1925) и Военном колледже обороны.
Начал служить в 10-м пехотном полку (Форт-Бенджамии-Харрисон, Индиана). Принимал участие в Мексиканской и Панамской экспедициях.
В конце Первой мировой войны служил в штабе 8-й дивизии, в 1918—1920 годах был в составе американских экспедиционных сил в Сибири.
С 1940 по 1942 год служил 38-м суперинтендантом академии Вест-Пойнт.
С января 1942 командовал 77-й дивизией, которая в августе была переброшена в Австралию. С августа 1942 по август 1944 командовал I корпусом. В январе 1943 года одержал небольшую победу у Буны (Папуа — Новая Гвинея).
С сентября 1944 года командовал 8-й армией, которая принимала участие в высадке на Филиппинах. На Северном Лусоне было взято в плен около 50 тыс. японских солдат.
Эйчелбергер был в числе присутствовавших при подписании Акта о капитуляции Японии на борту линкора «Миссури». В 1945—1948 годах командовал сухопутными оккупационными войсками союзников в Японии.
31 декабря 1948 года вышел в отставку, но в 1950 году во время войны в Корее назначен советником заместителя министра обороны.
Умер 26 сентября 1961 года и похоронен с воинскими почестями на Арлингтонском национальном кладбище.